# Den Svenska Björnstammen
Den Svenska Björnstammen är en svensk musikgrupp och ett konstnärskollektiv från Norrköping bestående av Dan Brännvall, Mattias Göransson, Ambjörn Göransson, Klas Isaksson, Petter Frisendahl och Åke Olofsson. De driver ett eget skivbolag vid namn Våra Inspelningar och har ett distributionsavtal med The Orchard.

## Historia
Gruppen gav ut sin första låt "Nytt lego" på Youtube under kanalen norrkopingskonsthall i maj 2008. År 2010 skrev gruppen kontrakt med skivbolaget Pope Records som har distributionsavtal med Universal Music Group. Den svenska björnstammen var 2010 ett av tre band som gick till final i musiktävlingen Metro On Stage. Gruppen genomförde en del festivalspelningar, bland annat på Arvikafestivalen och Peace and Love, och de släppte en zeppelinare över festivalernas område med bandets logotyp och namn på. 
Deras genombrott kom 2011, när gruppen gav ut låten "Vart jag mig i världen vänder", vilken blev etta på Sverigetopplistan för singlar och fick höga placeringar på Itunes- och Spotifylistorna. Även den följande singeln "Svalkar vinden" har klättrat högt på topplistor i Sverige.
Den 21 januari 2012 fick gruppen två priser på P3 Guld-galan, för bästa nykomling 2011 samt årets låt 2011 för "Vart jag mig i världen vänder". I och med släppet av sitt debutalbum Ett fel närmare rätt gav de ut en 30-minuters dokumentärfilm i vilken flera av albumets låtar kan höras. Ett fel närmare rätt fick ett blandat omdöme av musikkritiker, och har bland annat kallats ”musikaliskt korrekt men samtidigt helt utspårande musik” 
Under hösten 2013 användes deras låt "Svalkar vinden" i reklamfilmer för Tivo. Den 24 januari 2014 släppte Björnstammen två nya singlar, "Hatar allt" och "Långsamt", som var en försmak av deras skiva I förhållande till som släpptes den 23 april samma år. Den 27 maj 2015 släppte Björnstammen singeln "Förlåta eller svika".

## Diskografi

### Album
- Ett fel närmare rätt (2012)
- I förhållande till (2014)
- Country (2015)
- Iskanten (2019)
- Djur och människa (2022)

### EP
- Classics (2008)

- Dansmusik EP (2010)
- Med sång / Utan Sång (2024)

### Singlar
| År   | Låt                                         | Högstaplacering Sverigetopplistan | Album                | Certifikat |
| ---- | ------------------------------------------- | --------------------------------- | -------------------- | ---------- |
| 2011 | "Vart jag mig i världen vänder"             | 1                                 | Ett Fel Närmare Rätt | 4x platina |
| 2011 | "Svalkar vinden"                            | 15                                | Ett Fel Närmare Rätt | -          |
| År   | Låt                                         | Högstaplacering Sverigetopplistan | Album                | Certifikat |
| 2014 | "Hatar Allt"                                | -                                 | I Förhållande Till   | -          |
| 2014 | "Långsamt"                                  | -                                 | I Förhållande Till   | -          |
| År   | Låt                                         | Högstaplacering Sverigetopplistan | Album                | Certifikat |
| 2015 | "Förlåta eller svika" med 047               | -                                 | Country              | -          |
| 2015 | "Country" med Maj Monet                     |                                   | Country              |            |
| År   | Låt                                         | Högstaplacering Sverigetopplistan | Album                | Certifikat |
| 2017 | "Lämnar"                                    |                                   | Iskanten             |            |
| 2017 | "Förlorare utan chans" med Thomas Stenström |                                   | -                    |            |
| År   | Låt                                         | Högstaplacering Sverigetopplistan | Album                | Certifikat |
| 2018 | "Bara skog"                                 |                                   | Iskanten             |            |
| 2018 | "Den Goda Viljan"                           |                                   | Iskanten             |            |
| 2018 | "Stora plank & små staket"                  |                                   | Iskanten             |            |
| År   | Låt                                         | Högstaplacering Sverigetopplistan | Album                | Certifikat |
| 2019 | "När jag blundar vill jag va nån annan"     |                                   | Iskanten             |            |
| År   | Låt                                         | Högstaplacering Sverigetopplistan | Album                | Certifikat |
| 2020 | "Upp"                                       |                                   | Djur och människa    |            |
| 2020 | "Vatten och bröd"                           |                                   | Djur och människa    |            |
| År   | Låt                                         | Högstaplacering Sverigetopplistan | Album                | Certifikat |
| 2021 | "Att vara själv och inte ensam alls"        |                                   | Djur och människa    |            |
| 2021 | "Drömmer om andetag"                        |                                   | Djur och människa    |            |
| År   | Låt                                         | Högstaplacering Sverigetopplistan | Album                | Certifikat |
| 2022 | "Innan dom stelnar"                         |                                   | Djur och människa    |            |
| År   | Låt                                         | Högstaplacering Sverigetopplistan | Album                | Certifikat |
| 2023 | "En av ungarna"                             |                                   |                      |            |
| År   | Låt                                         | Högstaplacering Sverigetopplistan | Album                | Certifikat |
| 2024 | "Säger att andra är dårar"                  |                                   |                      |            |
| 2024 | "Smutsiga gatan"                            |                                   |                      |            |